# Walter Skrobanek
Walter Skrobanek (* 1941 in Graz; † 9. Oktober 2006 in Bangkok) war ein österreichisch-deutscher Soziologe, Journalist und Südostasien-Experte.

## Leben
Aufgewachsen in Wiesbaden, arbeitete er in den 1960er Jahren als freier Journalist und Lokalredakteur für Tageszeitungen im Raum Mainz. Ab Mitte der 1960er Jahre studierte er Politikwissenschaften, Soziologie und Geschichte an der Universität Heidelberg. Im Sommer 1972 promovierte er mit einer Arbeit über buddhistische Politik in Thailand. 1973 ging er gemeinsam mit seiner zweiten Ehefrau Siriporn Skrobanek, die er in Thailand bei einem Forschungsprojekt kennengelernt hatte, nach Saigon. Dort arbeitete er für das deutsche Kinderhilfswerk terre des hommes. 1975 erlebte er in Saigon die Niederlage des südvietnamesischen Regimes, den Abzug der noch verbliebenen US-Amerikaner und den Einzug nordvietnamesischer Truppen. Das Tagebuch, das er damals führte, wurde 2008 unter dem Titel Nach der Befreiung. Damit ihr wisst, dass das Leben weitergeht – Tagebuch aus Vietnam 1975 veröffentlicht. 1976 zog er nach Bangkok, wo er bis 2006 als terre des hommes-Koordinator für Südostasien tätig war. 1983 gehörte er zu den Gründungsmitgliedern des Trägervereins der Südostasien Informationsstelle. Für deren Vierteljahreszeitschrift Südostasien Information war er als Autor tätig. Der Vater von drei Kindern starb in Bangkok 2006 wenige Monate nach Rentenbeginn.